# Cataphoriniopsis galbae
Cataphoriniopsis galbae är en tvåvingeart som beskrevs av Thompson 1968. Cataphoriniopsis galbae ingår i släktet Cataphoriniopsis och familjen parasitflugor. Inga underarter finns listade.